# Vira Hyrytch
Vira Hyrytch (en ukrainien : Віра Гирич), née en 1967 et morte le 28 avril 2022, est une journaliste ukrainienne tuée lors de bombardements et découverte chez elle, sous les décombres, pendant l'invasion de l'Ukraine par la Russie de 2022.

## Biographie
Vira Hyrytch est née en 1967. Elle a travaillé pour le média TCH (janvier 2005-décembre 2016) puis entre mai 2017 et février 2018, elle collabore avec la chaîne ukrainienne Espresso TV, notamment pour des articles liés aux conséquences historiques de l'union soviétique. En 2018, elle commence à travailler pour Radio Free Europe/Radio Liberty's Radio Svoboda (nommée cheffe du département de diffusion d'informations et programmes d'information analytique en 2017 ,,.
Elle travaillait précédemment pour l'ambassade d'Israël en Ukraine.
Sa mort a lieu pendant la visite du Secrétaire général des Nations unies António Guterres à Kiev. En France, le bombardement a été condamné par le ministre de l'Europe et des Affaires étrangères Jean-Yves Le Drian. Le président américain Joe Biden a également évoqué la mort de Hyrych lors d'un discours lors du traditionnel dîner de l'Association des correspondants de la Maison Blanche.
Sa collègue Maryana Drach, directrice de la rédaction de Radio Liberty, précise qu'elle travaillait sur la trace écologique que laisse la flotte russe dans la Mer Noire. Plusieurs de ses consœurs et confrères lui ont rendu un hommage collectif sur New Voice of Ukraine
Environ un an après son décès sort un film d'enquête intitulé «Vira» sur les circonstances de décès et tourné par Radio Svoboda,. Celui ci détaille qu'elle a été tuée par un missile X-101 tiré depuis un bombardier Tu-95MS qui a décollé depuis l'aéroport Engels en Russie.